# Locomotiva FS 816
Le locomotive a vapore gruppo 816 erano un gruppo di locotender costruite per la Rete Adriatica dove avevano ricevuta la classificazione di gruppo "RA 240" che le Ferrovie dello Stato reimmatricolarono poi nel gruppo 816.

## Storia
Le locomotive del gruppo, nel consistente numero di 38 unità, vennero acquisite dalle FS e immatricolate come "gruppo 816" dopo il riscatto della Rete Adriatica avvenuto in seguito alla nazionalizzazione delle ferrovie a partire dal 1905. Erano state commissionate dalla Società Italiana per le strade ferrate meridionali, tra il 1881 e il 1883, alla famosa fabbrica tedesca di locomotive Henschel & Sohn di Kassel nel numero di 7 unità, alla Hasswell di Vienna in numero di 5 e le altre 26 unità alla Kessler di Esslingen sul Neckar. 
Le macchine, che vennero consegnate tra il 1885 e il 1887, erano multiruolo adatte cioè sia ai servizi viaggiatori che ai servizi merci delle linee secondarie.

## Caratteristiche tecniche
Le locomotive 816 erano delle locotender di forma tipicamente tedesca a tre assi motori accoppiati, a 2 cilindri esterni, a vapore saturo e a semplice espansione, configurazione classica di sicuro e collaudato funzionamento. Sviluppavano la non elevata potenza di 390 CV a 30 km/h e raggiungevano la velocità massima di 45 km/h. 
Avevano un peso in servizio di 40.300 kg con scorte di 5.500 litri d'acqua e 1.000 kg di carbone. Le casse d'acqua erano poste ai lati della caldaia ed erano lunghe fino alla camera a fumo avvolgendola ed unendosi anteriormente proprio accanto al lungo fumaiolo. Ciò consentiva una migliore distribuzione del carico sugli assi che si traduceva in una migliore aderenza oltre a consentire un pur lieve preriscaldamento dell'acqua. La cabina di guida era poco più di un riparo ed in seguito venne modificata e chiusa per offrire un maggior riparo al personale di condotta. Macchine robuste pur se non brillanti svolsero a lungo servizio di manovra negli scali ferroviari maggiori tra cui a Roma tiburtina.